# Manuel Göttsching
Manuel Göttsching (Berlijn, 9 september 1952 – 4 december 2022) was een Duits musicus. Hij was gitarist en hield zich evenzeer bezig met keyboards en synthesizers. Als drijvende kracht achter de groep Ash Ra Tempel of Ashra en als soloartiest, was hij een van de belangrijkste pioniers in een muziekstijl die later elektronica zou genoemd worden. Vooral zijn album E2-E4 uit 1984 zou een van de belangrijkste grondvesten zijn voor de ontwikkeling van stijlen van techno tot house tot hedendaagse ambient.
Hij groeide op in West-Berlijn, waar hij een opleiding klassieke gitaar genoot. In 1967 vormde hij samen met vriend en klasgenoot Hartmut Enke zijn eerste muziekband op school. Hij legde zich nu meer toe op improvisatietechnieken en elektronica. In 1970 richtte hij dan samen met Hartmut Enke en Klaus Schulze Ash Ra Tempel op, een groep die belangrijk zou zijn in de krautrock uit het begin van de jaren zeventig. Hun eerste album verscheen in 1971. De daarop volgende jaren verschenen meerdere albums, met Göttsching als enig permanent lid, in een periode waarin elektronische muziek steeds groter en belangrijker werd in de Duitse muziekwereld. In 1974 richtte Manuel zijn eigen opnamestudio Studio Roma op. Uiteindelijk ging hij meer zijn eigen weg, en bracht onder de naam Ashra en zijn eigen naam nieuwe albums uit met steeds verdere ontwikkelingen van de muziek en zijn gitaarspel. In de tussentijd speelde hij ook nog even bij de The Cosmic Jokers.
In 1981 speelde Göttsching enkele weken bij Klaus Schulze tijdens diens Europese tournee. Op zaterdag 12 september 1981 nam hij in zijn Studio Roma het legendarische album E2-E4 op, dat drie jaar later zou verschijnen. Het werd een 58 minuten durende collage van bewerkte gitaarlijnen, atmosferische synthesizer en strakke beats. Hoewel de plaat nooit gemaakt werd met een dancepubliek voor ogen, werd het toch een succes in het underground clubcircuit. In 1989 werkte hij bovendien samen met een aantal Italiaanse dj's, waaronder Angelino Albanese, aan een remix van E2-E4, het resultaat Sueño Latino werd een hit in de Europese hitlijsten.
Gedurende de jaren 80 en 90 ging Göttsching verder met het creëren van muziek en het geven van optredens, onder andere ook voor evenementen, mode shows, theaters, enzovoort, en van tijd tot tijd verschenen nieuwe albums. In 1996 werd een set van 6 CD's uitgegeven, met daarop historische, niet eerder verschenen opnames uit 1969 tot 1979: The Private Tapes. In 2002 creëerde hij ook zijn eigen label, MG.ART.
Gottsching werd 70 jaar oud.

## Discografie
Daar het werk van Göttsching zowel verscheen onder de naam van Ash Ra Tempel, Ashra, onder zijn eigen naam, of bij andere artiesten, verwijzen we voor de discografie naar het artikel over Ash Ra Tempel.